# Salão do Automóvel de São Paulo

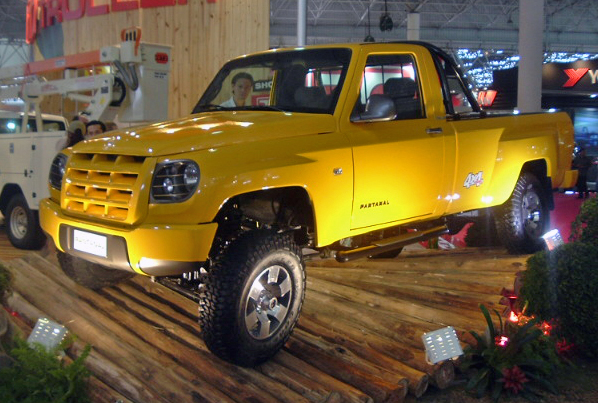
Troller Pantanal 4x4 no Salão do Automóvel 2004

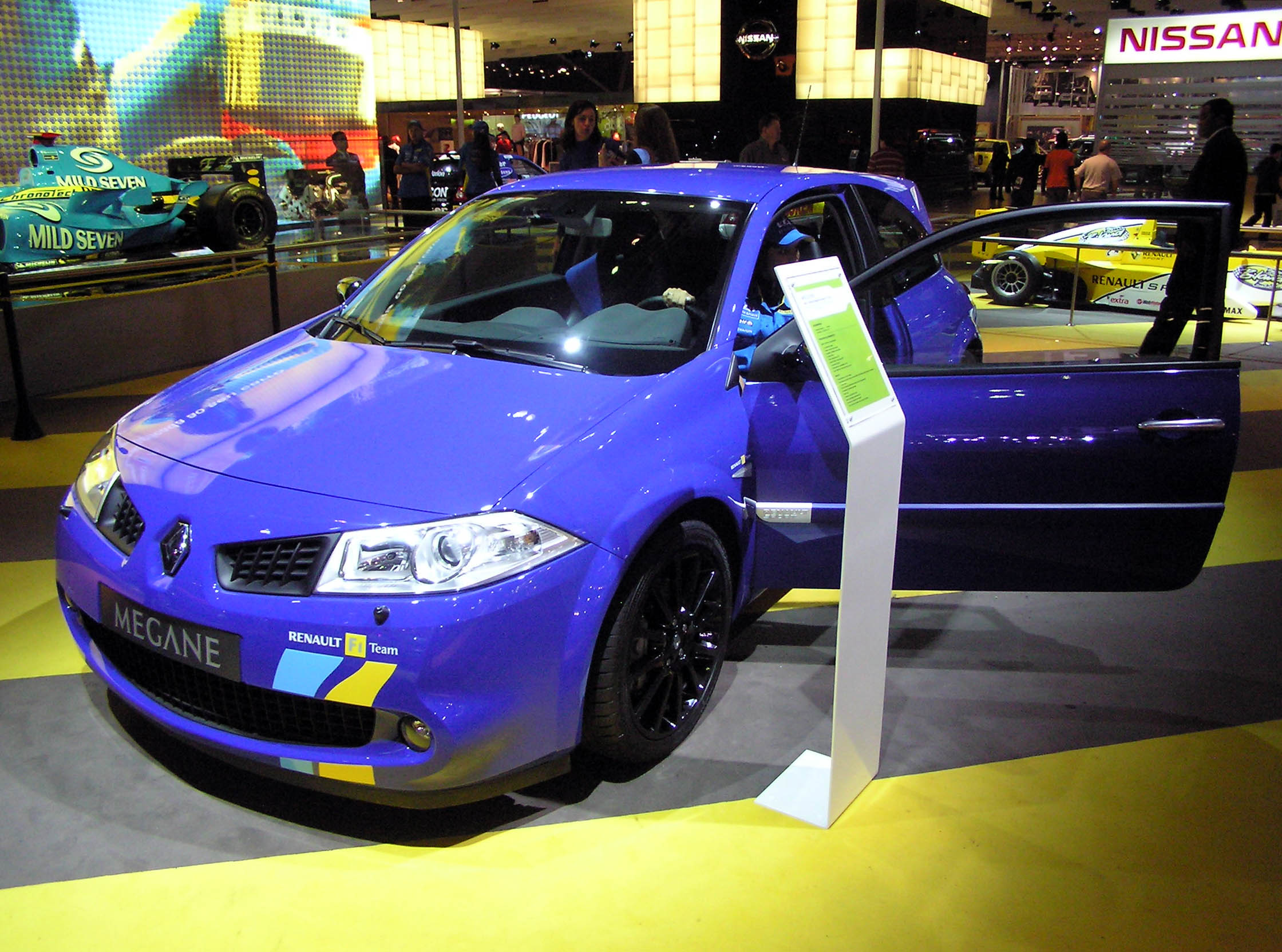
Renault Mégane no Salão do Automóvel 2006

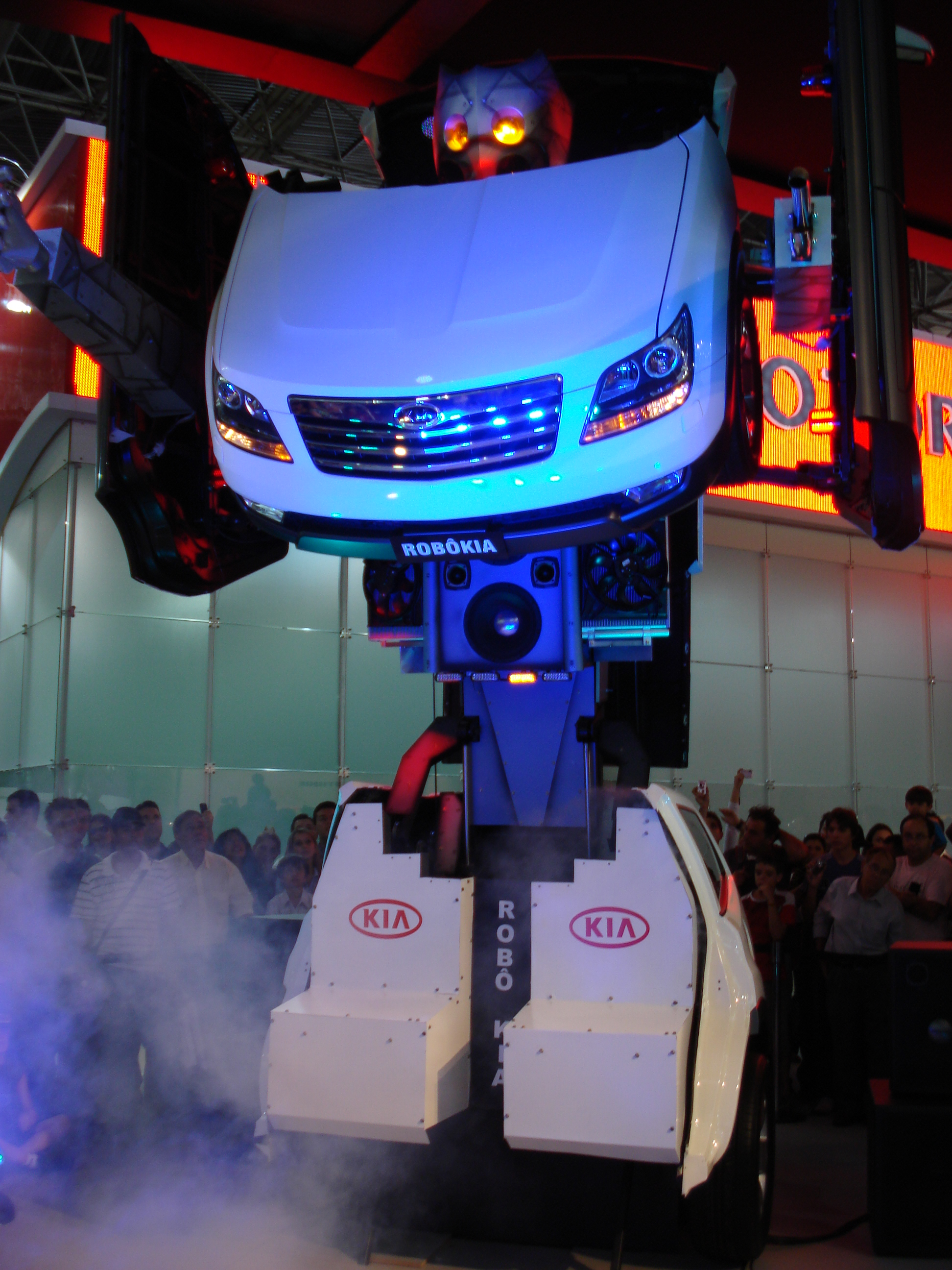
Robokia, feito a partir do Mohave no Salão do Automóvel 2010

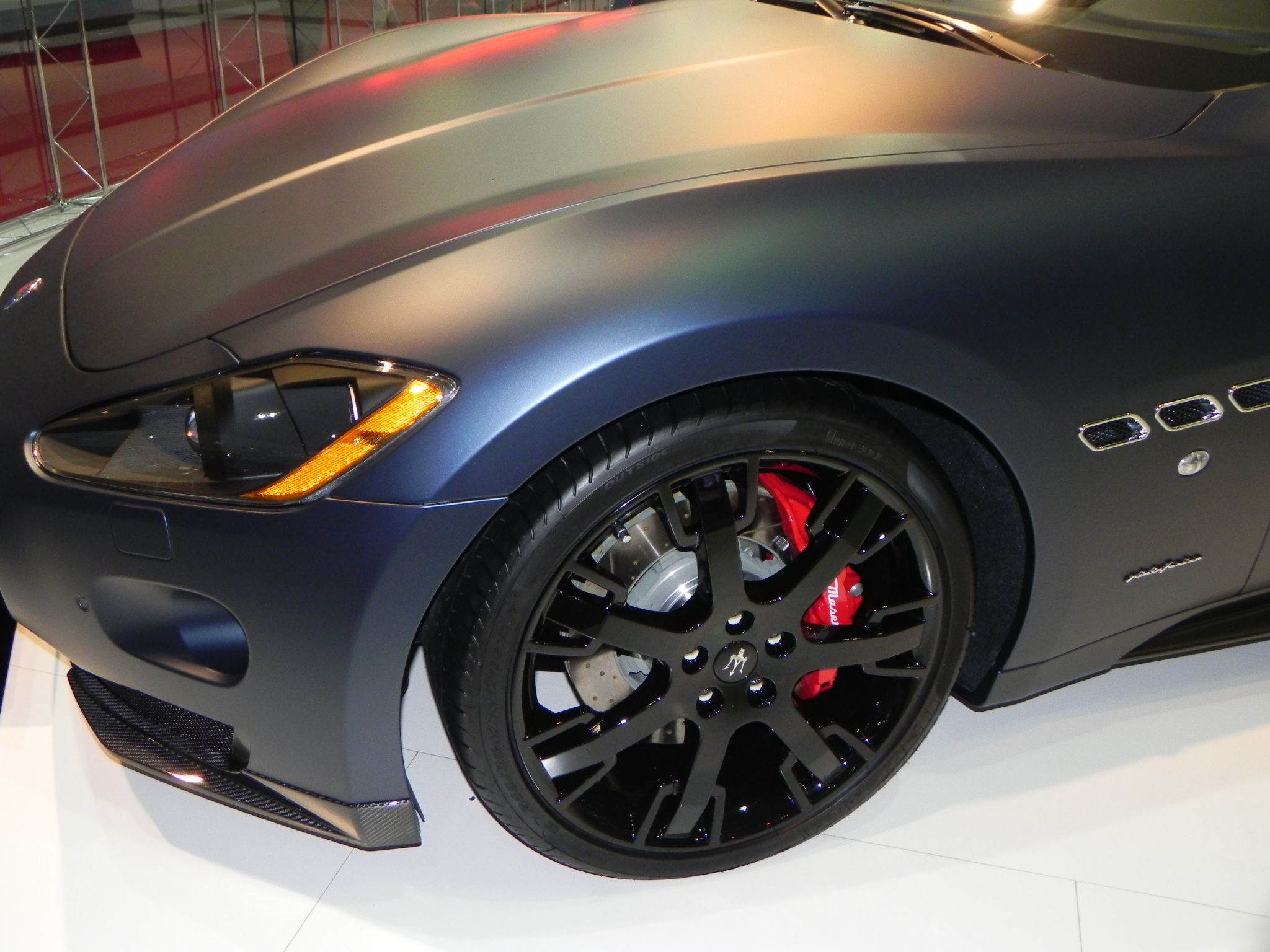
Van Premiere Maserati no Salão do automóvel 2010

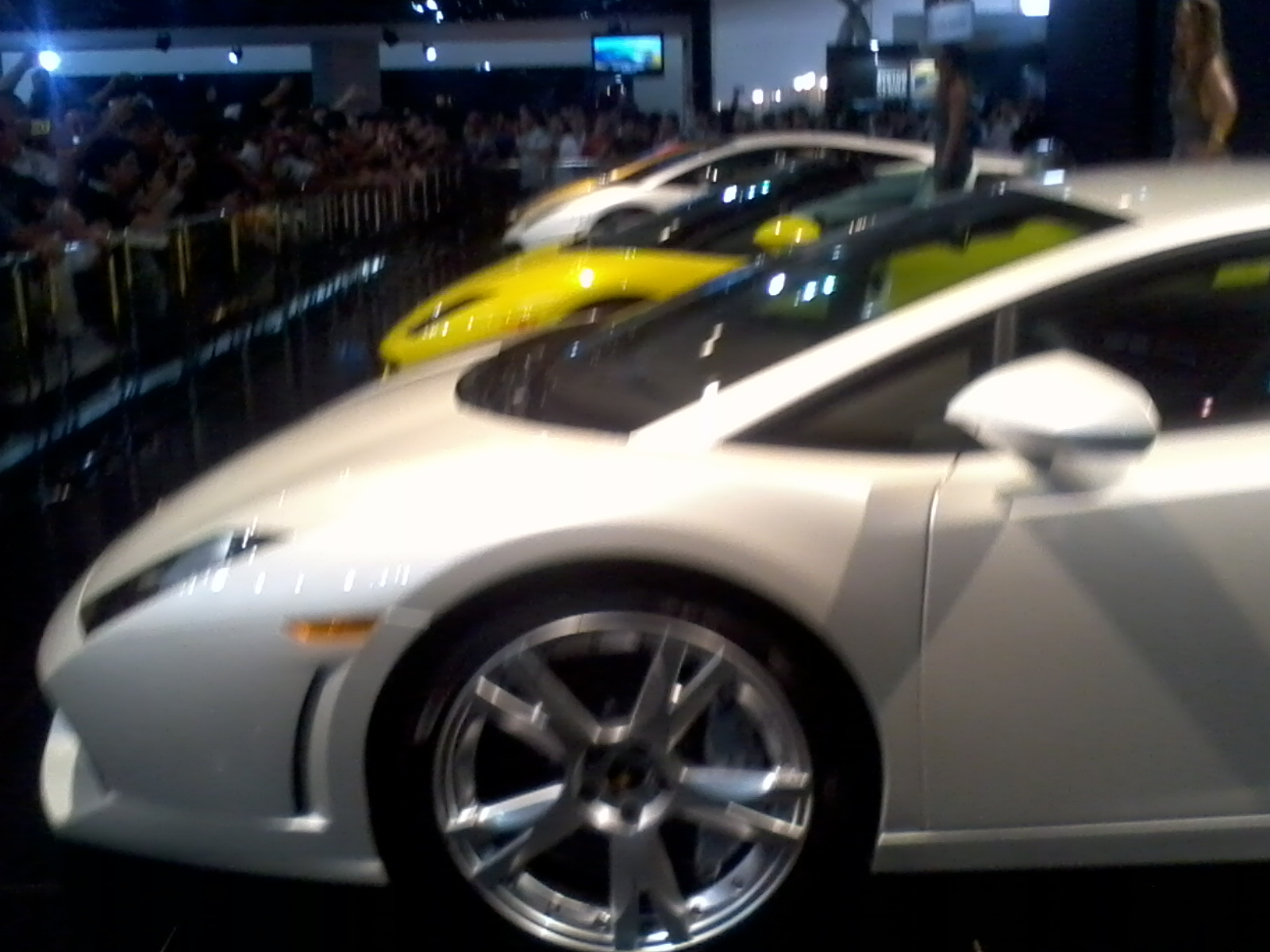
Lamborghini no Salão do Automóvel em São Paulo 2010

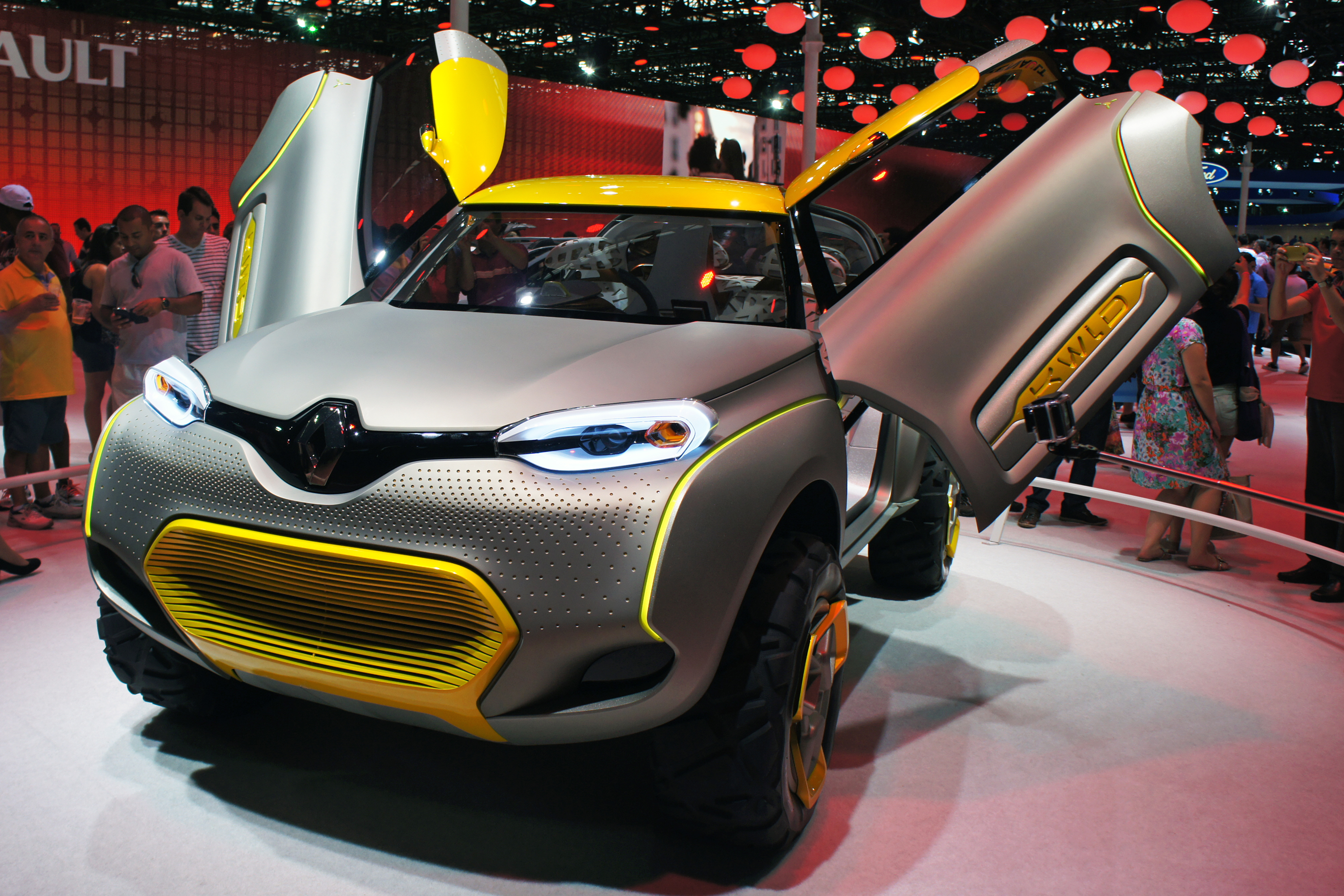
Renault Kwid concept no Salão do Automóvel 2014

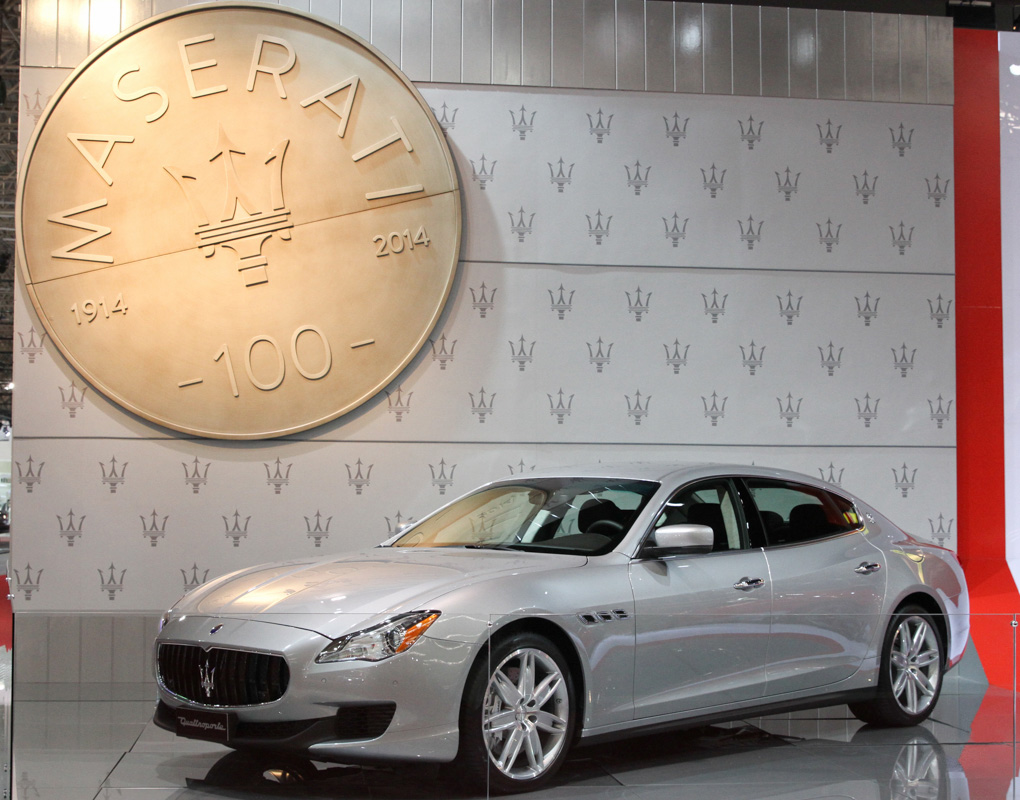
Maserati no Salão do Automóvel de 2014

O Salão do Automóvel de São Paulo é a maior exposição da indústria automobilística do Brasil e uma das maiores da América Latina. O evento ocorre a cada dois anos na cidade de São Paulo, com o objetivo de mostrar as novidades do mundo automobilístico, expondo carros, equipamentos e acessórios.
Entre sua 1.ª edição do salão, em 1960, até 1969, o evento acontecia no Parque Ibirapuera. Foi a partir de 1970 que Anhembi Parque passou a recebê-lo, sendo que a edição de 2016 e 2018 aconteceu no São Paulo Expo. Cada edição, cerca de 600 mil pessoas comparecem para prestigiar o evento.

## História
A trajetória do Salão do Automóvel mostra a evolução na indústria e no mercado automobilístico brasileiro. O principal foco do evento, no início, era apagar a imagem negativa que o país tinha sobre o descrédito e desconfiança dos veículos nacionais, já que o mercado sempre dera mais importância aos modelos importados.
Além disso, a história da indústria automobilística no Brasil e do Salão do Automóvel, se misturam facilmente. Depois de quatro anos após a implantação da indústria automobilística no Brasil, Caio de Alcântara Machado percebeu que uma realidade irreversível para o brasileiro havia chegado: o automóvel! O evento foi idealizado em 1959 e montado oficialmente pela primeira vez em 1960 no parque do Ibirapuera, em São Paulo. Com 16 dias de duração, o Salão do Automóvel contou com 11 expositores e recebeu cerca de 400 mil visitantes que viram os diversos modelos de veículos entre caminhões, automóveis, jipes, peruas, ônibus e até mesmo tratores e para apreciar as grandes vedetes do momento: Fusca, Dauphine, Simca Chambord, Aero Willys, FNM 2000 JK, e o pioneiro e minúsculo Romi-Isetta, primeiro automóvel de passeio produzido no país. Organizado pela empresa Alcântara Machado Feiras e Promoções, com patrocínio da Associação Nacional dos Fabricantes de Veículos Automotores (Anfavea), a realização do evento é considerada como uma manifestação da primeira fase de grande expansão da indústria automobilística no Brasil. Também, respondeu à necessidade de promoção efetiva dos produtos de um setor ainda incipiente e carente da confiança do país.
Já a 2.ª edição do salão (novembro/dezembro de 1961) passou a incluir tratores e equipamentos agrícolas. O primeiro esportivo de série foi uma das atrações, o Willys Interlagos, o primeiro modelo de concepção totalmente brasileira, o Centaurus, o DKW Belcar, o utilitário DKW Candango e o Fusca VW 1200 adaptado para táxi.
Na 3.ª edição do salão (novembro/dezembro de 1962) celebrou a marca de 97% de nacionalização da fabricação de veículos, registrando o lançamento do Aero Willys 2600, a perua Simca Jangada, o esportivo Karmann Ghia e o DKW Fissore. A Toyota mostrou o jipe Bandeirante e a Mercedes, seu primeiro ônibus de turismo.
O Parque Anhembi, inaugurado em 1970, foi palco da realização da 7.ª edição do Salão do Automóvel do mesmo ano. As novidades desta vez ficaram por conta do Landau, Chevrolet Opala SS, Dodge Charger e Charger RT, VW 1500 Fuscão, VW Variant e Karmann-Ghia TC, além do carro especial Puma GTS conversível, que foi lançado em 1973.
Um dos fatos mais marcantes na história do Salão do Automóvel aconteceu em 1978, quando da sua 11.ª edição, celebrou dois milhões de veículos fabricados no Brasil e uma presença maciça de fabricantes de autopeças.
Foi no ano de 1990 que o evento tornou-se internacional, mostrando que a produção e indústria automobilística nacional estava apta para a concorrência do resto do mundo.
Já no ano de 1992, o evento levou o nome de "Salão da Abertura" e foi quando a indústria automobilística brasileira colocou seus produtos lado a lado dos produtos importados.

### Os médios e o mercado externo
O 4.º salão (novembro/dezembro de 1964) saudou o lançamento do milionésimo veículo fabricado no Brasil e o início da fase de realização bienal da feira. A indústria começava a mostrar melhoramentos mecânicos, como a caixa de câmbio com quatro marchas sincronizadas do Aero Willys 2600, o sistema Lubrimat (que realiza a mistura automática óleo-gasolina para motor 2 tempos) do DKW-Vemag e a suspensão pneumática para ônibus da linha FNM. A Brasinca fazia sucesso com seu GT-4200 e o Uirapuru e a GM exibia seu novo conceito de utilitário, a perua Veraneio.
O 6.º salão (novembro/dezembro de 1968) marcou o lançamento de produtos em uma nova faixa de mercado até então ignorada: o carro médio. A Ford (que já absorvera a Willys) lança o Corcel, a Volkswagen o Sedan 1600 4 portas e a General Motors seu primeiro automóvel, o Opala. Nos carros de luxo, o destaque é para o Ford Galaxie LTD de câmbio automático. Há a estreia da Alfa Romeo (após comprar a FNM) com a linha FNM 2150 JK e da Chrysler, que havia adquirido a Simca, lançando o Simca Esplanada GTX e anunciando o Dodge Dart. Entre os modelos especiais, destacam-se o Puma AC e o FEI X-1 (misto de automóvel, lancha e avião), projetado na Faculdade de Engenharia Industrial, de São Bernardo do Campo.

### No Anhembi
O 7.º salão do automóvel (novembro/dezembro de 1970) foi um evento que inaugurou o Anhembi Parque, o primeiro espaço construído em São Paulo especialmente para abrigar mostras industriais. Dentre todos os automóveis, destacam-se o Ford Landau, o Chevrolet Opala, o Charger e Charger RT, o VW Fuscão, a Variant e o Karmann-Ghia TC. Já entre os carros especiais, tiveram sucesso o Puma conversível com carburação dupla (primeiro esportivo exportado, o Meta 20 de Chico Landi, o FEI X-3 (com motor Chrysler de 300 HP) e o primeiro carro elétrico brasileiro (fabricado pela Icovel), além de numerosos modelos de buggies).

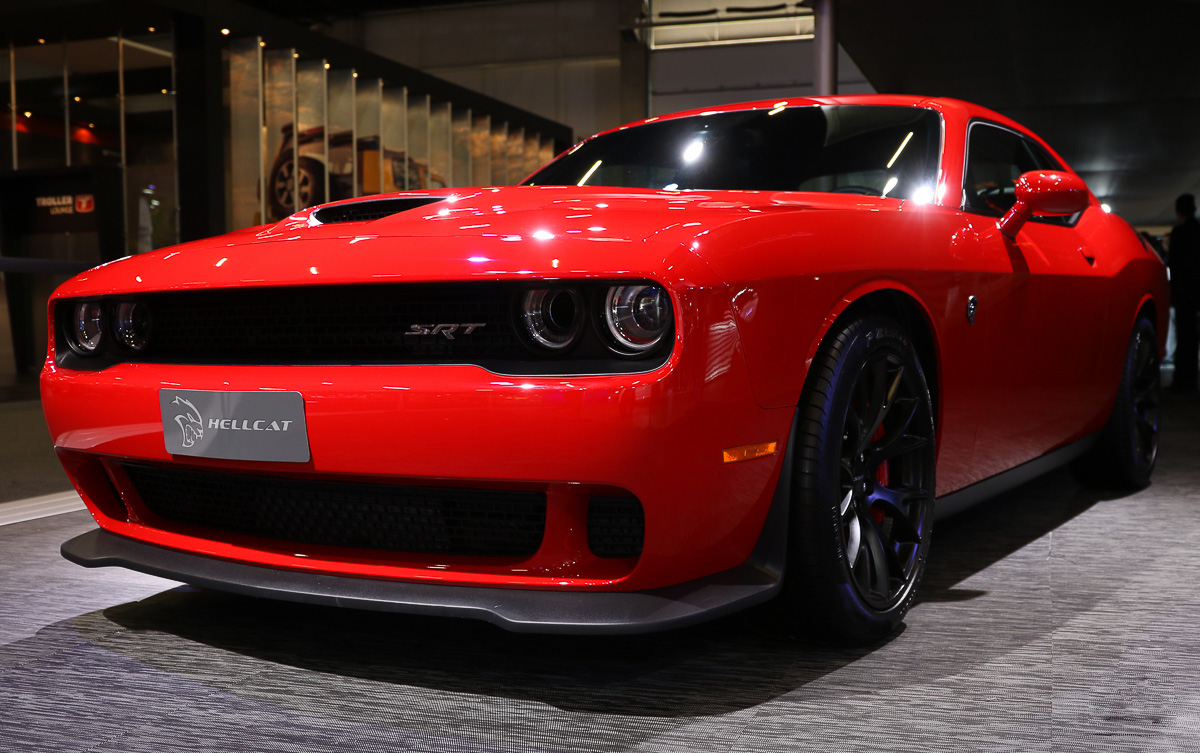
Hellcat no Salão do Automóvel de 2016

Pelo 10.º salão foi comemorado o 20.º aniversário da indústria automobilística (novembro de 1976) dois aspectos importantes ganharam ênfase no momento de crise do petróleo: a exportação e o transporte coletivo. O Sindicato Nacional da Indústria de Componentes para Veículos Automotores (Sindipeças), tornou-se um copatrocinador do salão adquirindo a denominação de Salão do Automóvel e Autopeças. A estrela foi a Fiat Automóveis, recém-instalada em Betim-MG, lançando seu Fiat 147. Esse carro dominou todo o salão, sendo utilizado para mostrar a participação dos componentes nacionais em quase todos os estandes desse setor (pneus, tintas, rodas, tapetes, equipamentos, etc.). Os demais fabricantes mostraram apenas modificações nos modelos de linha. Só a Alfa Romeo mostrou novos modelos para substituir os antigos FNM: Alfa 2300 B e Alfa 2300 TI.
Em 1983, empenhados em apoiar o esforço governamental de implantação do uso do álcool automotivo e em alavancar o comércio de veículos, a Copersucar e a Abrave (Associação Brasileira dos Revendedores de Veículos Automotivos) patrocinaram uma edição especial do salão (12.ª B), denominada Salão do Automóvel a Álcool (novembro de 1983) - com a característica inédita e específica de ter as grandes montadoras substituídas pelos seus revendedores autorizados realizando vendas diretas ao público no recinto da exposição.

### No São Paulo Expo

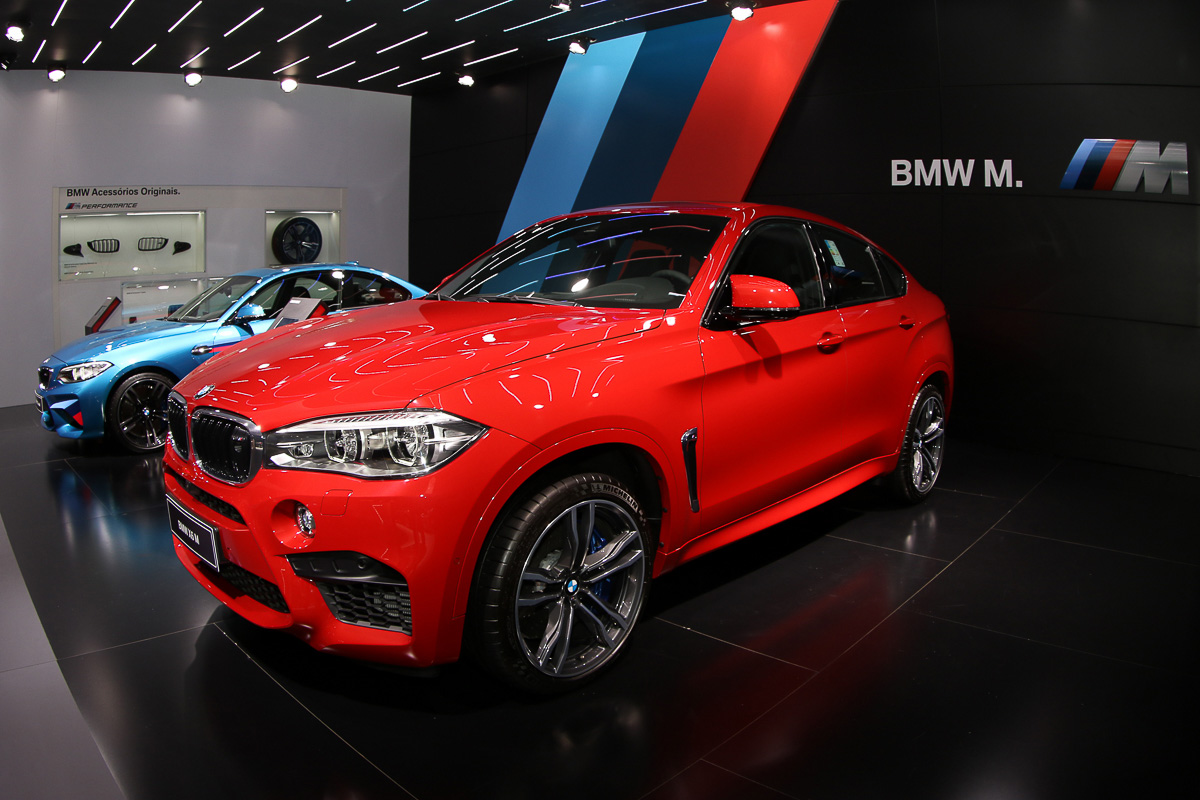
BMW M no Salão do Automóvel de 2016

Em 2016, na 29.ª edição do evento inovou ao trocar o pavilhão de realização que anteriormente era no Anhembi, e de 10 novembro a 20 de novembro, o evento aconteceu pela primeira vez no São Paulo Expo Exhibition & Convention Center, localizado na Rodovia dos Imigrantes, Zona Sul de São Paulo. Essa mudança do local do evento proporcionou melhores condições de acesso aos expositores e aos visitantes.
Em 2018, na 30.ª edição do Salão realizado novamente no São Paulo Expo, com 29 marcas participantes, o salão recebeu 742 mil visitantes..

## Cronologia
- 1960: Na 1.ª edição do salão em 25 de novembro de 1960,[1] Caio de Alcântara Machado realizou a primeira mostra. Por conta dessa ousadia nascia o Salão do Automóvel, responsável por alguns dos melhores momentos da nossa indústria automobilística. Esteve presente no evento 400 mil visitantes, sendo uma delas o então presidente a época Juscelino Kubitschek,[17] e 12 montadoras como Toyota, Ford, Volkswagen e Mercedes-Benz.[18]
- 1961: Na 2.ª edição do salão, teve como destaques o Willys Interlagos (o primeiro carro esportivo lançado no país), o Simca Chambord e o sedã Volkswagen 1200, além de tratores, ônibus e caminhões.
- 1962: Na 3.ª edição do salão, que a partir daí passa a ser bienal. O DKW Fissore, o Scania-Vabis L-75, o Karmann-Ghia, os utilitários Amazonas da General Motors e o Bandeirante da toyota foram as grandes atrações.
- 1964: Na 4.ª edição, o salão foi realizado sobre o governo militar. As grande vedetes da edição foram o protótipo esportivo Capeta e o Aero Willys - ambos da Wyllis Overland - e o 4200GT da Brasinca. Nesse ano o país tinha superado mais de um milhão de produção de veículos.[17]
- 1966: Na 5.ª edição do salão, foi aberta o presidente Castelo Branco e marcado pelo lançamento de dois modelos de luxo, o Itamaraty Executivo e o Ford Galaxie, além do esportivo Puma, sucesso de vendas nos anos seguintes.
- 1968: Na 6.ª edição, foi o último ano que o evento foi sediado no Parque Ibirapuera. Teve alguns destaques como Chevrolet Opala e Corcel.[17]
- 1970: Na 7.ª edição, foi no Pavilhão de Exposições do Anhembi[17] havia proporções inimagináveis, era o que reservava Caio de Alcantara Machado para essa mostra: 62 mil m². Era a época do milagre econômico e Chrysler, Volkswagen e Ford haviam assumido a Simca, DKW, e Willys, respectivamente.
- 1972: Na 8.ª edição, o salão desejava atingir o mercado externo, chegou a ter 236 expositores e a produção de veículos no Brasil passava de 3,7 milhões.[17]
- 1974: Na 9.ª edição do salão, realizado de 22 de novembro a 1º de dezembro, foi aberto oficialmente pelo presidente Ernesto Geisel, marcado pela simplicidade e funcionalidade. As novidades foram o Passat 4 portas, o Fuscão 1600, a Caravan e o ESF-22, modelo mais seguro da Mercedes Benz.
- 1976: Na 10.ª edição, comemorou-se os vinte anos da indústria automobilística e mostrou a chegada da Fiat, com o 147, ao país. O mercado começava a ser redigido pelas "quatro grandes": Ford, General Motors, Volkswagen e a recém-chegada Fiat. Como destaque o primeiro protótipo do Fiat 147 com motor a álcool com tecnologia brasileira, tornando-se o primeiro em todo mundo produzido em serie a partir de 1979.[19]
- 1978: Na 11.ª edição do Salão do Automóvel e Autopeças (novembro de 1978) celebrou a marca dos 2 milhões de veículos fabricados no Brasil, o recorde de 980 mil visitantes e uma presença maciça de fabricantes de autopeças (17% da área ocupada, 37% das empresas expositoras) - o que valeu uma nova reorganização do espaço de exposição.
- 1981: Na 12.ª edição do salão, foi o ano que teve início uma série de salões com pouco brilho, em função da crise que se instalava no Brasil. O público precisou se contentar com uns poucos modelos fora de série, motocicletas, lanchas e veleiros.
- 1983: Essa edição foi chamada de 12ª B e ficou conhecido como o salão do álcool devido a grande quantidade de veículos movidos a etanol.[17]
- 1984: Na 13.ª edição do salão, que foi aberto pelo presidente Figueiredo.
- 1986: Na 14.ª edição do salão, o Plano Cruzado ditou as regras dessa edição. Por sua conta, a indústria automobilística nacional resolveu não participar do evento. Mais uma vez venceu a criatividade de Caio de Alcântara Machado. Ele foi ao exterior e trouxe 59 carros de primeiro mundo. Sucesso, mesmo na crise. Foi mostrado também, o primeiro carro do Brasil a não utilizar o carburador e a CBT apresentou o jipe Javali.[20]
- 1988: Na 15.ª edição do salão, tivemos as novidades eletrônicas como o sistema de injeção de combustível.[17]
- 1990: Na 16.ª edição do salão, houve a exposição de 300 veículos e um público de 711 mil visitantes.[17]
- 1992: Na 17.ª edição do salão, com a abertura das importações procedida em 1990 permitiu que, finalmente, passássemos a conviver com o que de mais moderno havia no mundo. Audi, Jaguar, BMW, Mercedes e muitos outros modelos que encheram os olhos do público presente.
- 1994: Na 18.ª edição do salão, foi realizado de 20 a 30 de outubro com 360 expositores e com mais 50% com os importados.[21]
- 1996: Na 19.ª edição do salão, o destaque nesse ano foi a chegada[22] das coreanas Kia Motors, comercializando 387 unidades e Asia Motors, que juntando-se aos demais expositores foi pródigo em número de expositores, vendendo 293 unidades. O evento recebeu 575 mil visitantes e 250 expositores.[23]
- 1998: Na 20.ª edição do salão, houve o lançamento do modelo A-160 da Mercedes-Benz no Brasil, o primeiro automóvel da marca fabricado no país.[24]
- 2000: Na 21.ª edição, comemorou-se quarenta anos de salão. A frota nacional dos veículos em circulação pulou dos 700 mil iniciais para 20 milhões. A Peugeot mostrou o 206, modelo que ainda seria fabricado, a Ford trouxe o inusitado Focus, a Volkswagen o Bora e a Fiat apresentou a nova família Palio. A Kia mostrou o Besta na forma de um robô e causou filas imensas para ser visto.
- 2002: Na 22.ª edição do salão, foi realizado de 10 a 20 de outubro e teve como atração o Lobini H1.[25]
- 2004: Na 23.ª edição mostrou uma indústria consolidada. O público está mais informado e consciente e é clara a "invasão" de frequentadores de toda a América Latina. Com a estabilidade econômica, esse foi um dos momentos mais significativos do automobilismo nacional.
- 2006: Na 24.ª edição, teve como principal atrativo os carros-conceito, como o elegante Fine-T. Também aconteceu a polêmica apreensão dos 6 carros da Lamborghini e estreia dos primeiros carros chineses da marca Changan Motors a desembarcar no Brasil. O público também foi recorde. Estima-se que 600 mil visitantes passaram no Pavilhão do Anhembi para apreciar as novidades do mundo automobilístico.
- 2008: Na 25.ª edição, de 30 de outubro a 9 de novembro aconteceu o maior salão da história. Inúmeros visitantes, vários carros-conceito. Nunca um evento como esse teve tanto prestígio no Brasil e no mundo. Com 170 expositores e 450 veículos.[26]
- 2010: Na 26.ª edição, a chamada "invasão chinesa", quando várias marcas desse país expuseram seus carros. Havia cerca de 450 modelos de 42 fabricantes. Teve como destaque do evento o carro Veryon da Bugatti e o Pagani Zonda R no valor de 10 milhões de reais. O evento também homenageou o piloto de Fórmula 1, Ayrton Senna, que faria 50 anos. O instituto expôs dois modelos do Lotus, que fora pilotado pelo Senna em 1985 e 1987.[27]
- 2012: Na 27.ª edição, com 750 mil visitantes, a edição de 2012 mostrou que 55% das pessoas pretendiam trocar de carro nos próximos seis meses daquele ano. Estreando também nas redes sociais, o Facebook da feira atingiu a marca de 170 mil fãs, número que naquela época era superior aos grandes salões de carros mundiais, como o de Paris e o de Frankfurt.
- 2014: Na 28.ª edição, o Salão Internacional do Automóvel de São Paulo ultrapassou a marca de 750 mil visitantes, graças a forte presença dos modelos SUVs compactos, uma grande novidade do mercado na época. Com 150 lançamentos e uma pista de test-drive realizada no estacionamento do Parque Anhembi com três montadoras, pela primeira vez durante todo o evento, que aconteceu de 30 de outubro a 9 de novembro de 2014. Recebeu 756,1 mil visitantes.[16]
- 2016: A 29ª edição do evento aconteceu de 10 novembro a 20 de novembro no São Paulo Expo,[28][29][3] localizado na Rodovia dos Imigrantes, na Zona Sul de São Paulo. Esta edição contou com a presença de 715 mil visitantes, e teve o melhor índice de aprovação desde o ano 2008, segundo a Reed Exhibitions.[30] Nessa edição os visitantes também poderiam dirigir alguns carros em test drives promovidos do lado de fora do pavilhão. Nos estandes foi possível experimentar a forma virtual, com simuladores e a realidade aumentada.[29] Havia em média 30 marcas, tanto populares como as de luxo como a BMW e Mercedes-Benz.[31] Entre os 540 modelos expostos, que visam mostras as novidades no mercado automobilístico, oito carros antigos foram expostos. Os carros, todos nacionais, fizeram parte de uma comemoração aos 60 anos da indústria automotiva brasileira. Fusca, Kombi, Fiat 147, Chevrolet Opala, Suzuki Jimny 1975, Mitsubishi PX-33 1937, Willys Interlagos e DKW Fissore estiveram expostos no Salão do Automóvel de São Paulo.[32]
- 2018: A 30.ª edição do salão, realizada de 8 a 18 de novembro no São Paulo Expo Exhibition & Convention Center, localizado na Rodovia dos Imigrantes, na Zona Sul de São Paulo, contou com a participação de 29 marcas e recebeu 742 mil visitantes.[16]
- 2025: A 31.ª edição do Salão do Automóvel está programada para ocorrer entre 22 de novembro e 1° de dezembro de 2025, após sete anos de hiato, no Anhembi Parque, Zona Norte de São Paulo.[2]